# اونانداگا هیل (نیویورک)
اونانداگا هیل (به انگلیسی: Onondaga Hill) یک منطقهٔ مسکونی در ایالات متحده آمریکا است که در شهرستان اونانداگا، نیویورک واقع شده‌است.